# Аксёнов, Александр Никифорович
Алекса́ндр Ники́форович Аксёнов (бел. Аляксандр Нічыпаравіч Аксёнаў; 9 октября 1924, д. Кунторовка, Гомельский уезд, Гомельская губерния, Белорусская ССР, СССР — 8 сентября 2009, Минск, Беларусь) — советский белорусский государственный и партийный деятель, дипломат. Председатель Государственного комитета СССР по телевидению и радиовещанию (1985—1989).

## Биография
Был старшим ребёнком в семье, имел двух сестёр и брата. В 1935 году умерла мать. В 1938 году окончил семилетнюю школу с похвальной грамотой и как круглый отличник был принят без экзаменов в Гомельское педагогическое училище, которое окончил в 1941 году с профессией учителя начальных классов. Член ВКП(б) с 1945 года.
- В 1941—1942 годах — в эвакуации в Оренбургской области, работал учётчиком тракторной бригады в колхозе "Пролетарская сила".
- В августе 1942 года мобилизован в Красную Армию, направлен в Чкаловское военное пехотное училище (г. Оренбург), которое окончил в январе 1943 года.
- С января 1943 года — в действующей армии, участник Сталинградской битвы: командир отделения и взвода в 49–й гвардейской стрелковой дивизии. Комиссован после ранения (контужен и тяжело ранен в обе ноги в марте 1943 года), получил инвалидность 2-й группы.
- С августа 1943 по февраль 1944 года — заведующий начальной школы в Гавриловском районе Оренбургской области, затем секретарь райкома ВЛКСМ там же.
- В 1944–1945 годах — первый секретарь Барановичского городского комитета комсомола Беларуси (ЛКСМБ).
- В 1945–1950 годах — заместитель заведующего отделом школ Барановичского областного комитета; первый секретарь Барановичского городского комитета, секретарь Барановичского областного комитета ЛКСМБ.
- В 1950–1953 годах — первый секретарь Гродненского областного комитета ЛКСМБ, секретарь ЦК ЛКСМБ.
- В 1953–1957 годах — второй секретарь, первый секретарь ЦК ЛКСМБ.
- В 1956—1959 годах — секретарь ЦК ВЛКСМ.
- В 1957 году окончил Заочную высшую партийную школу при ЦК КПСС.
- В 1959—1960 годах — заместитель председателя КГБ Белорусской ССР.
- В 1960—1966 годах — министр внутренних дел Белорусской ССР.
- В 1965—1971 годах — первый секретарь Витебского областного комитета КП Беларуси.
- В 1971—1978 годах — второй секретарь ЦК КП Беларуси.
- В 1978—1983 годах — председатель Совета Министров Белорусской ССР.
- В 1983—1985 годах — чрезвычайный и полномочный посол СССР в Польской Народной Республике.
- В 1985—1989 годах — председатель Государственного комитета СССР по телевидению и радиовещанию. При его руководстве началось ослабление цензуры на советском телевидении. В 1986 году был возобновлён показ игры КВН. Был снят с должности после жёсткой критики на апрельском Пленуме ЦК КПСС в связи с заявлением 21 апреля 1989 года в эфире программы «Взгляд» режиссёра Марка Захарова о необходимости похоронить Ленина «по-христиански»[3][4].

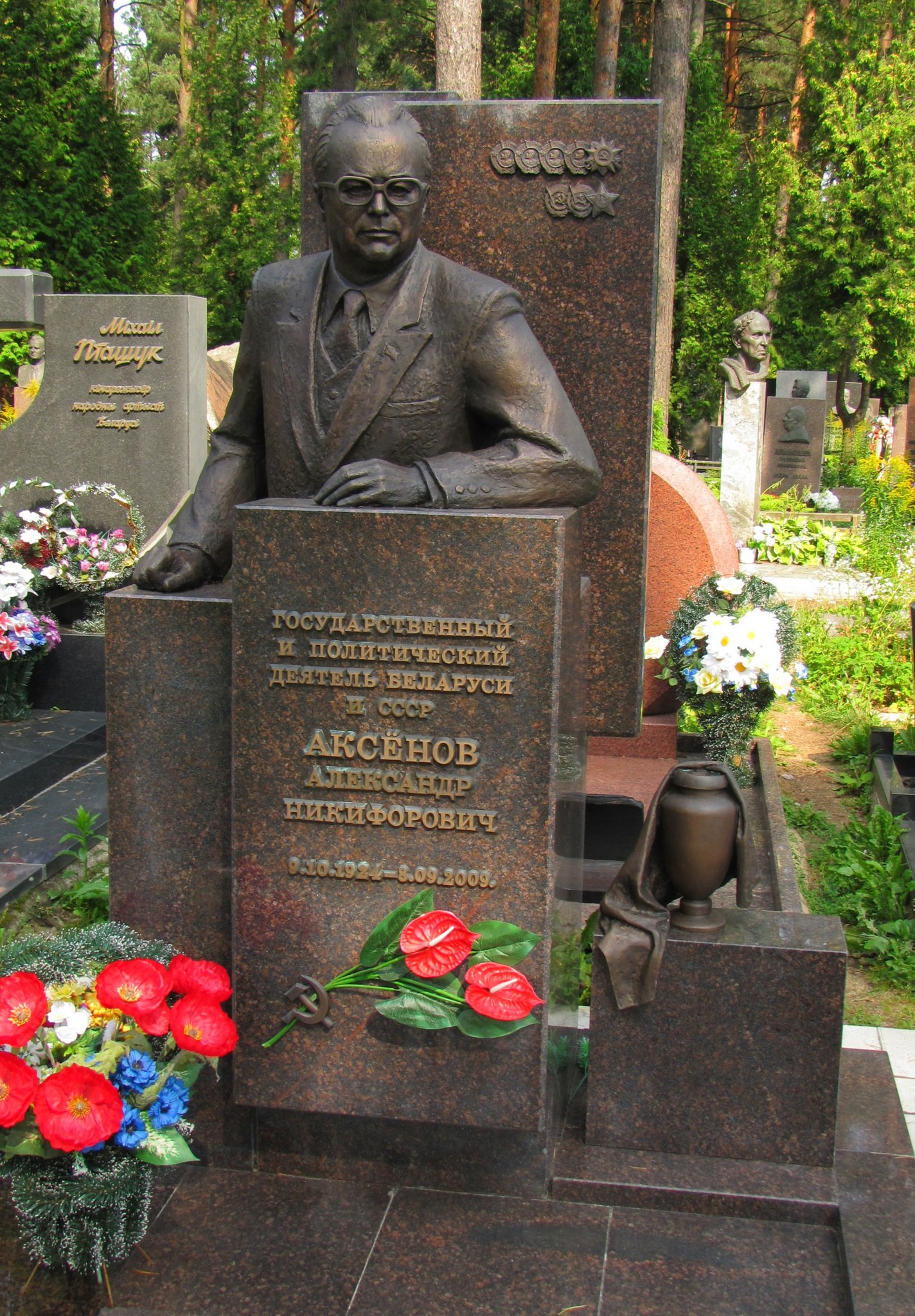
Могила Аксёнова на Восточном кладбище Минска

- В 1986–1989 годах – председатель правления Общества польско-советской дружбы.
- С 1989 года — персональный пенсионер союзного значения.

Член ЦК КПСС (1976—1990). Депутат Верховного Совета СССР: Совета Национальностей 7-8 созывов (1966—1974) от Белорусской ССР, Совета Союза 9-10 созывов (1966—1984) от Гродненской области. В Верховный Совет 9 созыва избран от Гродненского избирательного округа № 587 Гродненской области; заместитель Председателя Мандатной комиссии Совета Союза.
Похоронен на Восточном (Московском) кладбище г. Минска.

## Семья
- Жена — Аксёнова Валентина Васильевна (род. 1926), с 1942 года.
  - Сын — Аксёнов Владимир Александрович (род. 1946) — окончил Московский физико-технический институт (МФТИ), аспирантуру МФТИ, Академию общественных наук при ЦК КПСС, кандидат экономических наук; избирался секретарем комитета комсомола МФТИ, председателем Комитета молодёжных организаций (КМО) СССР (1980—1987), депутат Верховного Совета РСФСР (1980—1990).
  - Сын — Аксёнов Анатолий Александрович (род. 1948) — окончил Минский государственный педагогический институт иностранных языков. Военнослужащий (1972—1993), подполковник запаса.
  - Дочь — Шичкова Татьяна Александровна (род. 1957), доцент кафедры физической, коллоидной и аналитической химии Белорусского государственного технологического университета

## Награды
- Четыре ордена Ленина[10]
- Орден Октябрьской Революции
- Два ордена Трудового Красного Знамени (28 октября 1948)
- Орден Славы III степени (4 мая 1945)
- Орден Отечественной войны I степени (11 марта 1985)
- Медали и Почётные грамоты Верховного Совета БССР и Совета Министров Беларуси (1999)[11]

## Память
- Барельеф с именем на памятнике известным уроженцам Ветковского района. Памятник в форме раскрытой книги установлен в городе Ветка (Гомельская область).